# شویرکلانیتس
شویرکلانیتس (لهستانی:  Świerklaniec؛ ‏لهستانی: [ɕfjɛrˈklaɲɛt͡s]) یک روستا در لهستان است که در گمینا شویرکلانیتس واقع شده‌است. شویرکلانیتس ۴۴٫۳ کیلومتر مربع مساحت و ۳٬۶۰۰ نفر جمعیت دارد.